# 高砂青年會
高砂青年會，是大正4年（1915年）台灣學生在東京組成的學生團體。創立之初是與政治運動沒有直接關係之同鄉會，但是歐戰爆發後，受到民族思潮影響，又正值日本近代最自由、開放的「大正民主時代」，始逐漸轉變為政治性團體。大正9年（1920年）更名為「東京台灣青年會」。